# Riksdagen 1902
Riksdagen 1902 ägde rum i Stockholm.
Riksdagens kamrar sammanträdde i gamla riksdagshuset den 15 januari 1902. Riksdagsarbetet inleddes ceremoniellt genom riksdagens högtidliga öppnande i rikssalen på Stockholms slott den 17 januari. Första kammarens talman var Gustaf Sparre, andra kammarens talman var Robert De la Gardie. Riksdagen avslutades den 22 maj 1902.